# Sveinung
Sveinung ist ein männlicher Vorname. Als weitere Variante existiert der Name Svenning.

## Bedeutung
Der Name geht zurück auf die altnordische Variante Sveinungr und bedeutet „Verwandter von Svein“ oder „Sohn von Svein“. Namenstag ist wie für Svein der 3. Dezember.

## Namensträger
- Sveinung Aanonsen (1854–1919), norwegischer Maler und Bildhauer
- Sveinung Bjelland (* 1970), norwegischer Pianist
- Sveinung Fjeldstad (* 1978), norwegischer Fußballspieler
- Sveinung Kirkelund (* 1960), norwegischer Skispringer
- Sveinung Nygaard (geboren im 20. Jahrhundert), norwegischer Filmkomponist und Musikproduzent
- Sveinung Rotevatn (* 1987), norwegischer Politiker
- Sveinung Stensland (* 1972), norwegischer Politiker